# Stenolebias
Stenolebias ist eine Gattung der Saisonfische aus der Familie Rivulidae und gehört zur Gruppe der Eierlegenden Zahnkarpfen. Die Arten dieser Gattung bewohnen temporäre Gewässer im brasilianischen Pantanal.

## Merkmale
Die Arten der Gattung Stenolebias unterscheiden sich von Arten der anderen Gattungen des Tribus Plesiolebiasini durch die Morphologie der Männchen. Stenolebias unterscheiden sich von den Gattungen Papiliolebias und Pituna durch das Fehlen des Schulterflecks, von Plesiolebias durch spitz zulaufende Rücken- und Afterflossen, und von Maratecoara durch kurze Rücken- und Afterflossen, eine runde Schwanzflosse, eine kurze transparente Kiemenmembran und graue nur schwach gold-grün schillernde Flanken ohne Flecken.

## Arten
Die Gattung Stenolebias umfasst folgende zwei Arten:
- Stenolebias bellus Costa, 1995
- Stenolebias damascenoi (Costa, 1991)